# NGC 4302
NGC 4302 (другие обозначения — UGC 7418, MCG 3-32-9, ZWG 99.27, VCC 497, KCPG 332B, PGC 39974) — спиральная галактика (Sc) в созвездии Волосы Вероники.
Этот объект входит в число перечисленных в оригинальной редакции «Нового общего каталога».
В галактике вспыхнула сверхновая SN 1986E типа II, её пиковая видимая звездная величина составила 14,5.